# 해솔중학교
해솔중학교(해솔中學校)는 대한민국 경기도 파주시 목동동에 있는 공립 중학교이다.

## 학교 연혁
- 2010년 1월 11일 : 해솔중학교 설립인가(학년당 8학급 완성학급 24학급)
- 2010년 3월 1일 : 초대 정권용 교장 취임
- 2010년 3월 2일 : 제1회 입학(8학급 239명)
- 2012년 2월 8일 : 제1회 졸업(4학급 107명)
- 2023년 3월 1일 : 탄소중립 시범학교
- 2024년 1월 8일 : 제13회 졸업(6학급 194명)
- 2024년 3월 1일 : 제5대 이재용 교장 취임
- 2024년 3월 4일 : 제15회 입학(8학급 280명)

## 참고 자료
- 해솔중학교 - 한국교육학술정보원 학교알리미